# C10orf82
C10orf82 (англ. Chromosome 10 open reading frame 82) – білок, який кодується однойменним геном, розташованим у людей на 10-й хромосомі. Довжина поліпептидного ланцюга білка становить 230 амінокислот, а молекулярна маса — 25 923.
| 10         |  | 20         |  | 30         |  | 40         |  | 50         |
| ---------- |  | ---------- |  | ---------- |  | ---------- |  | ---------- |
| MEPSKTFMRN |  | LPITPGYSGF |  | VPFLSCQGMS |  | KEDDMNHCVK |  | TFQEKTQRYK |
| EQLRELCCAV |  | ATAPKLKPVN |  | SEETVLQALH |  | QYNLQYHPLI |  | LECKYVKKPL |
| QEPPIPGWAG |  | YLPRAKVTEF |  | GCGTRYTVMA |  | KNCYKDFLEI |  | TERAKKAHLK |
| PYEEIYGVSS |  | TKTSAPSPKV |  | LQHEELLPKY |  | PDFSIPDGSC |  | PALGRPLRED |
| PKTPLTCGCA |  | QRPSIPCSGK |  | MYLEPLSSAK |  |            |  |            |

A: Аланін

C: Цистеїн

D: Аспарагінова кислота

E: Глутамінова кислота

F: Фенілаланін

G: Гліцин

H: Гістидин

I: Ізолейцин

K: Лізин

L: Лейцин

M: Метіонін

N: Аспарагін

P: Пролін

Q: Глутамін

R: Аргінін

S: Серин

T: Треонін

V: Валін

W: Триптофан

Задіяний у такому біологічному процесі, як альтернативний сплайсинг. 